# وزارة الشؤون الثقافية (تونس)
وزارة الشؤون الثقافية هي وزارة تونسية، تشرف على قطاع الثقافة في البلاد بمختلف أنشطته ومحاوره.

## مؤسسات تحت الإشراف
الوزارة لديها عدد من المؤسسات الخاضعة لإشرافها، وهي:
الهياكل الراجعة بالنّظر
- دار الفنون
- دار المسرحي
- بيت الشعر
- مركز الخزف الفني بسيدي قاسم الجليزي
- دار الكاتب
- مركز الفنون الحيّة برادس
- المركز الوطني لفن العرائس
- اتحاد الكتاب التونسيين

المؤسسات العمومية التي لا تكتسي صبغة إدارية
- مركز الموسيقى العربية والمتوسطية
- وكالة إحياء التراث والتنمية الثقافية
- المؤسسة التونسية لحقوق المؤلف والحقوق المجاورة
- المسرح الوطني التونسي
- المركز الوطني للترجمة
- المؤسسة الوطنية لتنمية المهرجانات والتظاهرات الثقافية والفنية
- المركز الثقافي الدولي بالحمامات
- المركز الوطني للسينما والصورة

المؤسسات العمومية ذات الصبغة الإدارية
- المعهد الوطني للتراث
- دار الكتب الوطنية
- المركز الوطني للإتصال الثقافي
- المعهد الوطني للموسيقى بتونس
- المركز الوطني للموسيقى والفنون الشعبية

## قائمة الوزراء
| الوزير | الوزير                 | الحزب | الحزب                                               | الحكومة                                             | تواريخ العهدة  | تواريخ العهدة  |
| ------ | ---------------------- | ----- | --------------------------------------------------- | --------------------------------------------------- | -------------- | -------------- |
|        | الشاذلي القليبي        |       | الحزب الاشتراكي الدستوري                            | حكومة الباهي الأدغم                                 | 7 أكتوبر 1961  | 12 يونيو 1970  |
|        | الحبيب بولعراس         |       | الحزب الاشتراكي الدستوري                            | حكومة الباهي الأدغم حكومة الهادي نويرة              | 12 يونيو 1970  | 17 يونيو 1971  |
|        | الشاذلي القليبي        |       | الحزب الاشتراكي الدستوري                            | حكومة الهادي نويرة                                  | 17 يونيو 1971  | 30 نوفمبر 1973 |
|        | محمود المسعدي          |       | الحزب الاشتراكي الدستوري                            | حكومة الهادي نويرة                                  | 30 نوفمبر 1973 | 9 ديسمبر 1976  |
|        | الشاذلي القليبي        |       | الحزب الاشتراكي الدستوري                            | حكومة الهادي نويرة                                  | 9 ديسمبر 1976  | 20 سبتمبر 1978 |
|        | محمد اليعلاوي          |       | الحزب الاشتراكي الدستوري                            | حكومة الهادي نويرة                                  | 20 سبتمبر 1978 | 7 نوفمبر 1979  |
|        | فؤاد المبزع            |       | الحزب الاشتراكي الدستوري                            | حكومة الهادي نويرة حكومة محمد المزالي               | 7 نوفمبر 1979  | 2 يناير 1981   |
|        | البشير بن سلامة        |       | الحزب الاشتراكي الدستوري                            | حكومة محمد المزالي                                  | 2 يناير 1981   | 12 مايو 1986   |
|        | زكرياء بن مصطفى        |       | الحزب الاشتراكي الدستوري                            | حكومة محمد المزالي حكومة رشيد صفر                   | 12 مايو 1986   | 29 سبتمبر 1987 |
|        | عبد العزيز بن ضياء     |       | الحزب الاشتراكي الدستوري                            | حكومة رشيد صفر                                      | 29 سبتمبر 1987 | 2 أكتوبر 1987  |
|        | زكرياء بن مصطفى        |       | الحزب الاشتراكي الدستوري التجمع الدستوري الديمقراطي | حكومة زين العابدين بن علي حكومة الهادي البكوش       | 2 أكتوبر 1987  | 12 أبريل 1988  |
|        | عبد الملك العريف       |       | التجمع الدستوري الديمقراطي                          | حكومة الهادي البكوش                                 | 12 أبريل 1988  | 27 يوليو 1988  |
|        | الحبيب بولعراس         |       | التجمع الدستوري الديمقراطي                          | حكومة الهادي البكوش حكومة حامد القروي               | 27 يوليو 1988  | 3 مارس 1990    |
|        | أحمد خالد              |       | التجمع الدستوري الديمقراطي                          | حكومة حامد القروي                                   | 3 مارس 1990    | 20 فبراير 1991 |
|        | منصر الرويسي           |       | التجمع الدستوري الديمقراطي                          | حكومة حامد القروي                                   | 20 فبراير 1991 | 11 أكتوبر 1991 |
|        | المنجي بوسنينة         |       | التجمع الدستوري الديمقراطي                          | حكومة حامد القروي                                   | 11 أكتوبر 1991 | 25 يناير 1995  |
|        | صالح البكاري           |       | التجمع الدستوري الديمقراطي                          | حكومة حامد القروي                                   | 25 يناير 1995  | 5 أغسطس 1996   |
|        | عبد الباقي الهرماسي    |       | التجمع الدستوري الديمقراطي                          | حكومة حامد القروي حكومة محمد الغنوشي الأولى         | 5 أغسطس 1996   | 10 نوفمبر 2004 |
|        | محمد العزيز بن عاشور   |       | التجمع الدستوري الديمقراطي                          | حكومة محمد الغنوشي الأولى                           | 10 نوفمبر 2004 | 29 أغسطس 2008  |
|        | عبد الرؤوف الباسطي     |       | التجمع الدستوري الديمقراطي                          | حكومة محمد الغنوشي الأولى                           | 29 أغسطس 2008  | 17 يناير 2011  |
|        | مفيدة التلاتلي         |       | مستقلة                                              | حكومة محمد الغنوشي الثانية                          | 17 يناير 2011  | 27 يناير 2011  |
|        | عز الدين باش شاوش      |       | مستقل                                               | حكومة محمد الغنوشي الثانية حكومة الباجي قايد السبسي | 27 يناير 2011  | 24 ديسمبر 2011 |
|        | مهدي مبروك             |       | مستقل                                               | حكومة حمادي الجبالي حكومة علي العريض                | 24 ديسمبر 2011 | 29 يناير 2014  |
|        | مراد الصقلي            |       | مستقل                                               | حكومة المهدي جمعة                                   | 29 يناير 2014  | 6 فبراير 2015  |
|        | لطيفة لخضر             |       | مستقلة                                              | حكومة الحبيب الصيد                                  | 6 فبراير 2015  | 6 يناير 2016   |
|        | سنية مبارك             |       | مستقلة                                              | حكومة الحبيب الصيد                                  | 6 يناير 2016   | 27 أغسطس 2016  |
|        | محمد زين العابدين      |       | نداء تونس ثم مستقل                                  | حكومة يوسف الشاهد                                   | 27 أغسطس 2016  | 27 فبراير 2020 |
|        | شيراز العتيري          |       | مستقلة                                              | حكومة إلياس الفخفاخ                                 | 27 فبراير 2020 | 1 اغسطس 2020   |
|        | وليد الزيدي            |       | مستقل                                               | حكومة هشام المشيشي                                  | 1 اغسطس 2020   | 5 اكتوبر 2020  |
|        | الحبيب عمار (بالنيابة) |       | مستقل                                               | حكومة هشام المشيشي                                  | 5 اكتوبر 2020  | 11 اكتوبر 2021 |
|        | حياة قطاط القرمازي     |       | مستقلة                                              | حكومة نجلاء بودن ، حكومة أحمد الحشاني               | 11 اكتوبر 2021 | (الآن)         |

## مقالات ذات صلة
- قائمة وزارات تونس
- الأوركسترا السمفوني التونسي

## وصلات خارجية
- الموقع الرسمي.